# Reichsschatzamt

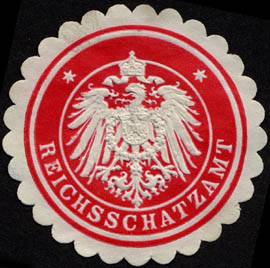
Siegelmarke Reichsschatzamt

Das Reichsschatzamt war von 1879 bis 1919 ein Reichsamt mit Hauptsitz in Berlin, Wilhelmstraße 61. Es hatte sich mit dem Etat-, Zoll- und Rechnungswesen des Deutschen Kaiserreichs zu befassen. Oberster Dienstherr war der Reichskanzler.

## Einleitung
Aufgrund der durchaus komplexen Verwaltungsstrukturen im Deutschen Reich wird in der neueren Literatur das Reichsschatzamt nicht selten als „Haupt ohne Glieder“ bezeichnet. Das Reichsschatzamt war jedoch zu keinem Zeitpunkt die oberste Steuer- und Finanzbehörde des Kaiserreichs. Es hatte keinerlei judikative oder exekutive Vollmachten. Eine zentrale Finanzverwaltung existierte bis zum Ende des Kaiserreichs nicht. Neben dem Reichsschatzamt bestanden mit der Reichsschuldenverwaltung und dem Reichsrechnungshof noch sechs weitere Finanzbehörden des Reiches, die aber sämtlich nicht mit der Verwaltung von Steuern befasst waren.
Wie in anderen föderalistischen Staaten, etwa in den USA oder der Schweiz, hielt sich das Kaiserreich an die Maxime einer starken Stellung der Bundesstaaten. Das heißt, bis zur Gründung der Weimarer Republik waren die Finanzen deren Angelegenheit. Jeder der 25 deutschen Gliedstaaten verwaltete sich selbst – und besaß eine eigene Finanzverwaltung. Das war beispielsweise in Preußen das Preußische Finanzministerium, in Bayern das Königlich Bayerische Finanzministerium oder das Großherzogliche Hessische Finanzministerium in Hessen-Darmstadt. Besonders der preußische Finanzminister soll „den Staatssekretär des Reichsschatzamtes wie einen zu Gehorsam verpflichteten Untergegebenen“ behandelt haben.
Tatsächlich war allein schon die personelle Ausstattung ein Spiegelbild der geringen finanzpolitischen Bedeutung des Amtes, das organisatorisch lange Zeit nur aus der Abteilung I (Haushalt), Abteilung II (Zölle) und Abteilung III (Reichssteuern) bestand. Ab 1914 kam die Abteilung IV (Kriegswirtschaft) hinzu. Insgesamt waren dem Reichsschatzamt anfangs 15 Reichskommissare und 45 Stationskontrolleure zugeordnet. Bis 1918 erhöhte sich die Zahl auf 145 Mitarbeiter.

## Entwicklung, Aufbau und Zuständigkeiten
Nach Gründung des Deutschen Reichs erstellte Otto von Bismarck lange Zeit selbst die Haushaltspläne für den neuen Gesamtstaat. 1877 ließ er hierfür eine eigene Finanzabteilung im Reichskanzleramt und am 14. Juli 1879 das Reichsschatzamt einrichten. Oberster Dienstherr blieb der Reichskanzler. Dessen Hauptvertreter im Amt war anfangs ein Unterstaatssekretär; ab 1880 ein Staatssekretär, der für die Dauer seiner Amtszeit die Berechtigung hatte, den Titel Exzellenz zu tragen.
Die Aufgabe des Reichsschatzamtes war die Veranschlagung von Haushaltseinnahmen und -ausgaben in Haushaltsplänen für den Gesamtstaat (Kameralistik). In den Staatshaushalt flossen sechs Quellen, mit denen das Reichsschatzamt fest rechnen konnte:
1. Zölle
2. Reichssteuern
3. Anleihen auf dem Kapitalmarkt, vermittelt durch Konsortien der Großbanken
4. Einnahmen aus Reichsbetrieben, wie der Reichspost
5. Matrikularbeiträge der Gliedstaaten, die sich bei rund 3 % einpendelten
6. Finanzvermögen aus dem Reichskriegsschatz

Als Reichssteuern kamen Wechsel-, Börsen- und Spielkartenstempelsteuern sowie Verbrauchsteuern auf Branntwein, Bier, Tabak, Rübenzucker und Salz in Betracht. Fast 80 % der Einnahmen stammten bis zum Ausbruch des Ersten Weltkrieges aus Zöllen. Bei der Prüfung sowie Ermittlung der Einnahmen und Ausgaben fand eine gegenseitige Kontrolle zwischen den Ländern und dem Reich statt. Die Stationskontrolleure des Reichsschatzamtes waren den Lokalbehörden der einzelnen Gliedstaaten vor Ort zugeordnet. Zusätzlich besaß das Reich in den Hansestädten eigene Hauptzollämter.
Direkte Eingriffe in die Verwaltung der Gliedstaaten standen den Bevollmächtigten des Reichsschatzamtes nicht zu. Sie durften keine Anordnungen treffen sowie den Steuer- und Zollbeamten der Länder keine Befehle erteilen. Für die Ermittlung ihrer Berechnungsgrundlagen hatten sie aber das Recht, bei den Landesbeamten in alle „die gemeinschaftliche Zoll- und Steuerverwaltung betreffenden Akten, Bücher, Korrespondenzen, Register und Prozeßakten“ Einsicht zu nehmen. Eine Anweisung aus dem Jahre 1888 lautete:
„Den Stationscontrolleuren soll nicht ein unmittelbarer Einfluß auf die Geschäftsführung selbst zustehen, vielmehr sollen sie gehalten sein, diejenige Kenntniß von Geschäftsführung zu nehmen, deren sie zur Erfüllung ihrer Pflichten bedürfen.“
Es wurde jedoch bald Praxis, Staatssekretäre der Reichsämter zusätzlich zu Staatsministern ohne Portefeuille zu ernennen, insbesondere in Preußen. Nicht selten war auch beim Reichsschatzamt der Staatssekretär einerseits führender Beamter einer Reichsbehörde; anderseits besaß er als Minister zwar Sitz und volles Stimmrecht in der mächtigen preußischen Landesregierung, aber dort kein eigenes Ressort. Damit konnte das Reich, mit seinem beschränkten Verwaltungsunterbau, auf die bei weitem stärkere personelle preußische Verwaltung zurückgreifen. Umgekehrt bekam Preußen auf diesem Wege führenden Einfluss auf Reichsbehörden.
Tatsächlich entwickelte sich so das Reichsschatzamt spätestens ab 1914 zu einer wichtigen und einflussreichen Institution. Nach Ausbruch des Ersten Weltkrieges kam der Im- und Export fast vollständig zum Erliegen. Mit der Seeblockade in der Nordsee verhängte Großbritannien gleich zu Kriegsbeginn ein Embargo gegen das Deutsche Reich. Dies führte neben erheblichen wirtschaftlichen Einschränkungen zu einem Versiegen der steuerlichen Haupteinnahmequellen. Ein Mittel, um die enormen Summen für den unerwartet andauernden Krieg beschaffen zu können, sah das Deutsche Reich, wie alle kriegführenden Länder, in der Ausgabe von Kriegsanleihen.
Das Reichsschatzamt war von Anfang an maßgeblich für die Berechnung der benötigten Geldmenge sowie der Kriegsanleihewerbearbeit verantwortlich; die Ausgabe der Anleihen erfolgte jedoch durch die Reichsbank. Weil die Reichsregierung von einem kurzen Konflikt ausging, schenkte das Reichsschatzamt der Reichsbank zu Anfang auch Glauben, dass das Kaiserreich die Kriegskosten ohne Probleme mittels Anleihen tragen könne. Ständig mussten die Finanzbeamten im Reichsschatzamt nun kurzfristige Finanzplanungen erstellen und den Haushaltsplan an die permanent sich ändernde Kriegsentwicklung anpassen. Teilweise erfolgten absurde Berechnungen, u. a. sollte das Reichsschatzamt prüfen, ob das Deutsche Reich der Republik Georgien gegen Verpfändung der Kaukasusbahn eine Anleihe gewähren kann.
Durchaus waren die deutschen Kriegsanleihen zunächst ein sehr erfolgreiches Mittel, um die Kriegskosten aufzufangen. Für die Anleihen brauchte das Reichsschatzamt anfangs nur mit kleinen Textplakaten werben, später kamen ganzseitige Zeitungsanzeigen, Großplakate, Werbeveranstaltungen und regelrechte Propagandakampagnen dazu. Mit den ersten vier Anleihen konnte das Reichsschatzamt den Staatshaushalt bis 1916 nahezu konsolidieren, ab der fünften erwies sich dies jedoch als unmöglich. Erst jetzt entschloss sich das Reichsschatzamt aufgrund der wachsenden Defizite, die Einführung einer Kriegssteuer für Unternehmen zu empfehlen. Dies wurde trotz Widerstand der Länder dann auch mäßig umgesetzt. Insgesamt machten im Deutschen Reich jedoch sämtliche Steuerarten während der ganzen Kriegszeit nur bis zu 6 % der Gesamteinnahmen aus.
Das Reichsschatzamt setzte demzufolge weiterhin auf Anleihen. Angesichts der militärischen Lage wuchsen unter den Deutschen dagegen die Zweifel, ob es sich noch lohnte, Anleihen zu zeichnen. An dem Haushaltssaldo erkannten die Beamten des Reichsschatzamts ab 1917 als erste den Ernst der Lage. Selbst die Staatssekretäre tingelten nun von Großveranstaltung zu Großveranstaltung und warben für die Kriegsanleihen. So erklärte Karl Helfferich, Staatssekretär im Reichsschatzamt von 1915 bis 1916, öffentlichkeitswirksam mehrfach:
„Wer will, dass es zum Frieden kommt, der zeichne Kriegsanleihe. Und wer will, dass der Friede möglichst noch ein guter wird, der zeichne erst recht Kriegsanleihe.“
Den krönenden Abschluss lieferte Siegfried von Roedern, der letzte Staatssekretär des Reichsschatzamtes, indem er noch kurz vor Kriegsende massenhaft Textplakate über die „Sicherheit von Kriegsanleihen“ publizieren ließ. Darauf stand:
„Seid pflichtbewusst! Helft unserem Lande! Gedenket der Soldaten und ihrer Familien! Wer Geld hat, der zeichne! Es ist kein Opfer, sein Geld mündelsicher zu fünf Prozent anzulegen.“
Am Ende halfen die Werbemaßnahmen alle nicht. Bei den Friedensverhandlungen mussten die Zahlungsbilanztheoretiker des Reichsschatzamtes im November 1918 einen nicht konsolidierten Schuldenüberschuss von 51,2 Milliarden Mark präsentieren.

## Auflösung
Mit Gründung der Weimarer Republik wurde eine Zentralisierung der Reichsfinanzverwaltung angestrebt. Damit endete die föderale finanzielle Selbstverwaltung der Länder und Gemeinden. Durch den Erlass des Reichspräsidenten Friedrich Ebert betreffend der Errichtung und Bezeichnung der obersten Reichsbehörden wurde das Reichsschatzamt am 21. März 1919 offiziell aufgelöst. Die Berliner Büros in der Wilhelmstraße 61 übernahm das bereits im Februar neu gegründete Reichsfinanzministerium, was zur Legendenbildung beigetragen hat, dass das Reichsfinanzministerium der Nachfolger des kaiserlichen Reichsschatzamtes gewesen sei. Tatsächlich gingen einige der Mitarbeiter des Reichsschatzamtes in das ebenfalls neu errichtete Reichsschatzministerium, die Mehrzahl zog es vor, künftig in Zollämtern der Länder zu arbeiten und nur sechs Beamte wechselten beständig zum Reichsfinanzministerium.
Kurz vor Toresschluss errechnete das Reichsschatzamt noch bezüglich der Reparationsforderungen der Siegermächte eine deutsche Leistungsfähigkeit von maximal 30 Milliarden Goldmark; alles was darüber ging, würde nach Ansicht der kaiserlichen Sachverständigen katastrophale volkswirtschaftliche und politische Folgen haben. Eine Inflation sagten sie bereits 1917 voraus. Jedoch gingen die Auswirkungen der Hyperinflation von 1922/23 sowie die tatsächliche Höhe und Dauer der Reparationen weit über das Vorstellungsvermögen der Finanzexperten des Reichsschatzamtes hinaus.

## Amtsleitung
| Nr. | Name                          | Amtsantritt | Ende der Amtszeit |
| --- | ----------------------------- | ----------- | ----------------- |
| 1   | Adolf Scholz                  | 1880        | 1882              |
| 2   | Emil von Burchard             | 1882        | 1886              |
| 3   | Karl Rudolf Jacobi            | 1886        | 1888              |
| 4   | Helmuth Freiherr von Maltzahn | 1888        | 1893              |
| 5   | Arthur von Posadowsky-Wehner  | 1893        | 1897              |
| 6   | Max von Thielmann             | 1897        | 1903              |
| 7   | Hermann Freiherr von Stengel  | 1903        | 1908              |
| 8   | Reinhold Sydow                | 1908        | 1909              |
| 9   | Adolf Wermuth                 | 1909        | 1912              |
| 10  | Hermann Kühn                  | 1912        | 1915              |
| 11  | Karl Helfferich               | 1915        | 1916              |
| 12  | Siegfried von Roedern         | 1916        | 1918              |
| 13  | Eugen Schiffer                | 1918        | 1919              |